# Олимпиодор из Тебе
Олимпиодор (Ὀλυμπιόδορος; Теба, око 380 — ?) је био источноримски историчар с почетка 5. века, који је био родом из египатске Тебе. 

## Биографија
Издавао се за песника, али се не зна ништа о његовој делатности у тој области. Међутим, због тога што је провео извесни период свог живота међу Блемијцима, народом који је настањивао подручје горњег Египта, својевремено му је приписивано епско дело под насловом Блемиомахија.
Фотије тврди да је он био и ποιητής, односно алхемичар, али пре ће бити да га је помешао с неком другом особом истог имена.
Неколико фрагмената сачуваних код поменутог цариградског патријарха из 9. века указују на то да је Олимпиодор био приврежен магији и старим боговима, као нпр. фрагмент 36, у ком се описује како је западноримска царица Гала Плацидија непромишљено одбацила мага Либанија који јој је хтео изаћи у сусрет, иако је овај већ од раније показао своју моћ у савлађивању варвара мистичним вештинама. Па ипак, чини се да се Олимпиодор уздржавао од антихришћанске реторике, на какву се, између осталог, може наићи код Еунапија из Сарда.
Како наводи Чарлс П. Мејсон (енгл. Charles P. Mason), чини се да је Олимпиодор био одвећ квалификованији за државника него за писца, јер је у многим мисијама и посланствима, у којима се нашао као заступник свог цара пред варварима, и те како допринео царству. Због тога му је сенат доделио највише почасти. После смрти западноримског цара Хонорија, чију реч је заступао пред Хунима у Мађарској, Олимпиодор се преселио у Византију, на двор источноримског цара Теодосија.
Олимпиодор је написао Историјске приче (Ιστορικοί λόγοι) у 22 књиге, посвећене источноримском цару Теодосију II, које обухватају историју Западног римског царства под владавином Хонорија, односно од 407. до октобра 425. г. Прецизније, његово излагање почиње од оног места где се завршава Еунопијево. 
Нажалост, Историјске приче су сачуване само у виду извода (еклога), који се могу наћи Фотијевом делу Библиотека или Мириобиблон, дословно преведено Многокњижје, које у ствари представља велику колекцију извода из 280 књига (кодекса) разних грчких аутора.
Фотије вели да је Олимпиодоров стил јасан, премда лишен стваралачке силе и снаге, и да нагиње вулгараношћу, тако да, све у свему, поменуто дело не заслужује да се назове историјом. Такође, Фотије је мишљења да је и сам Олимпиодор био свестан тога, па отуда и она Фотијева изјава према којој Олимпиодорово дело није историја, него „материјал за писање“ (ύλη συγγραφής) исте.
И поред тога што је писао на матерњем језику, Олимпиодор на неки начин подсећа на Амијана Марцелина, који је такође био царски званичник и као такав дао детаљан приказ политичке ситуације како свог времена тако и оног које му непосредно претходило.